# Митькино (Вологодская область)
Митькино — деревня в Шекснинском районе Вологодской области.
Входит в состав сельского поселения Никольского, с точки зрения административно-территориального деления — в Никольский сельсовет.
Расстояние по автодороге до районного центра Шексны — 9,2 км, до центра муниципального образования Прогресса — 8,3 км. Ближайшие населённые пункты — Ванеево, Потеряево, Остров.
По переписи 2002 года население — 3 человека.